# Podejście normatywne
Podejście normatywne – jedno z podejść metodologicznych polityki gospodarczej. Główną cechą tego podejścia jest poszukiwanie odpowiedzi na pytanie jak powinno być. 
Podejście normatywne ma zalety i wady.
Zalety:
- w literaturze prezentowane są różne modele polityki gospodarczej optymalnej z punktu widzenia określonych kryteriów,
- rozważania mają charakter generalny,
- modele i zalecenia są formułowane dla określonego rodzaju polityki gospodarczej, postulaty polityki gospodarczej są adresowane do konkretnego państwa w określonym czasie (w literaturze).

Podejście normatywne ma wielu zwolenników wśród ekonomistów. 
Wady:
- zwolennicy tego podejścia podporządkowują swoje podejścia określonej doktrynie gospodarczej,
- reprezentanci określonego podejścia swoje wywody opierają głównie na przyjętych założeniach, które często mają niewiele wspólnego z rzeczywistością,
- najpierw buduje się model gospodarki, a dopiero potem próbuje się rzeczywistość dopasować do przyjętego modelu.